# William Home Lizars

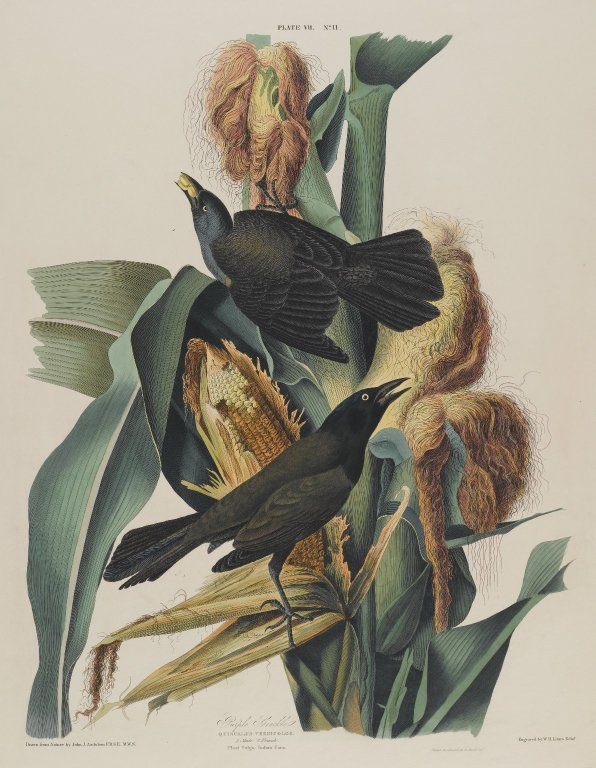
Purpur-Grackel, Druckgrafik von Lizars nach J. J. Audubons.

William Home Lizars (* 1788 in Edinburgh; † 30. März 1859 in Jedburgh) war ein schottischer Maler und Kupferstecher.
Lizars war der Sohn des bekannten Kupferstechers und Druckers Daniel Lizars. Nach einer ersten Ausbildung durch seinen Vater studierte er von 1802 bis 1805 Malerei an der Trustees' Academy in Edinburgh. 1805 begann er, sich in Richtung Porträtmalerei und Genremalerei zu orientieren. Nach dem Tode seines Vaters sah er sich im Jahr 1812 jedoch gezwungen, das Malen aufzugeben und die Druckerei und das Gravurgeschäft der Familie zu übernehmen. 
Lizars druckgrafische Arbeiten hatten anfänglich ein breites thematisches Spektrum und verhalfen ihm schnell zu großem Ansehen. Ab 1820 konzentrierte er sich jedoch fast ausschließlich auf naturgeschichtliche Darstellungen, für die er vor allem bekannt ist. Diese Stiche zählen zu den besten des frühen 19. Jahrhunderts, egal ob es sich um Miniaturen oder um große Tafeln wie in John James Audubons Publikation The Birds of America handelt.
Lizars bemühte sich ständig um die Verbesserung der Drucktechnik und perfektionierte 1821 das Herstellen von Radierungen in der Weise, dass die Oberflächen der Kupferplatten ein Relief ähnlich einem Holzschnitt aufwiesen. Er gehörte 1826 zu den Gründungsmitgliedern der Royal Scottish Academy und wurde 1834 deren Ehrenmitglied.